# Toria (Ninotsminda)
Toria (en georgiano: თორია; en armenio: Թորիա) es una aldea de Georgia ubicada en el sur de la región de Mesjetia-Yavajetia, siendo parte del municipio de Ninotsminda.  

## Geografía
Toria está situado en la meseta de Yavajetia, a 15 km de Ninotsminda. La aldea se administra desde el pueblo de Eshtia. 

## Historia
Toria se menciona por primera vez por el gobierno otomano en 1595. También se sabe que en 1705-1706, durante el reinado del terrateniente Hasan, 16.200 akche pagaban impuestos de la aldea.
En el pueblo había una iglesia georgiana, cuyas ruinas se conservan. Según un documento de 1847, todavía no vivía nadie en Toria pero la iglesia se mantuvo en pie. La demolieron y construyeron una nueva iglesia con sus piedras. En las paredes todavía se pueden ver las antiguas piedras labradas de la iglesia georgiana. Los antepasados de los actuales residentes emigraron sobre los años 1829-1830 de las aldeas de Dzitjankov (en armenio: Ձիթհանքով) de Stori y Kiulli (en armenio: Քյուլլու; hoy Güllü, Turquía) de la provincia de Tekman, en el valiato de Erzurum.

## Demografía
La evolución demográfica de Toria entre 1853 y 2014 fue la siguiente:
| 620                                             | 491 |
| (Fuente: Population of Georgia in Soviet times) |     |

Según los datos del censo de 2014, los armenios son el 99,7 % de la población local.

## Infraestructura

### Arquitectura, monumentos y lugares de interés
En la montaña cercana, se conservan los muros de una fortaleza ciclópea. En el mismo monte hay una capilla con un antiguo altar.

### Educación
En el pueblo hay una escuela primaria y otra secundaria.